# Ceratophysella palustris
Ceratophysella palustris är en urinsektsart som beskrevs av Olga M. Martynova 1978. Ceratophysella palustris ingår i släktet Ceratophysella och familjen Hypogastruridae. Inga underarter finns listade i Catalogue of Life.